# V3961 Sagittarii
V3961 Sagittarii eller HD 187474 är en dubbelstjärna i den södra delen av stjärnbilden Skytten. Den har en minsta skenbar magnitud av 5,34 och är svagt synlig för blotta ögat där ljusföroreningar ej förekommer. Baserat på parallax enligt Gaia Data Release 3 på 10,34 mas beräknas den befinna sig på ett avstånd på ca 315 ljusår (ca 97 parsek) från solen. Stjärnan rör sig närmare solen med en heliocentrisk radialhastighet av -2 km/s.

## Observation
År 1958 meddelade Horace Babcock att HD 187474 har ett magnetfält, vars styrka han uppskattade till 1 867 gauss. Han tyckte att stjärnan var anmärkningsvärd, eftersom det var den enda stjärna av spektraltyp A han hade hittat som verkade ha ett magnetfält som inte varierade i tiden.
Flera grupper har försökt bestämma styrkan och geometrin hos HD 187474:s magnetfält. År 1987 härledde Pierre Didelon en ytfältstyrka på 5,0 ± 0,4 kilogauss, baserat på observationer av Zeemaneffekten av spektrallinjer. År 2000 fann John Landstreet och Gautier Mathys att variationen av det uppmätta magnetfältet när stjärnan roterade var långt ifrån sinusformad. De fick en acceptabel anpassning till data med en modell av fältet som innehöll kolineära dipol-, kvadrupol- och oktupoltermer. Två år senare modellerade Stefano Bagnulo et al. fältet som en dipol som lutar 80° i förhållande till rotationsaxeln plus en olinjär kvadrupolterm. Året därpå modellerade V. R. Khalack et al. fältet som en uppsättning virtuella magnetiska laddningar, med begränsningen att den totala magnetiska laddningen måste vara noll. År 2005, modellerade Yu. V. Glagolevskij fältet som en dipol förskjuten från stjärnans centrum och lutande i förhållande till rotationsaxeln med 24°.

## Egenskaper
Primärstjärnan V3961 Sagittarii A är en vit till blå stjärna av i huvudserien av spektralklass av A0 EuCrSr, som ingår i enkelsidig spektroskopisk dubbelstjärna, som klassas som en Alfa2 Canum Venaticorum-variabel. Den har en massa motsvarande ca 2,7 solmassor, en radie motsvarande ca 3,7 solradier  och utsänder energi från dess fotosfär av ca 75 gånger solen vid en effektiv temperatur av ca 10 400 K. Paret har en omloppsperiod av 690 dygn i en bana med excentricitet 0.45. Den har en rotationsperiod på 2 345 dygn - mer än en storleksordning längre än vad som är typiskt för klassen. HD 187474 är en Ap-stjärna.

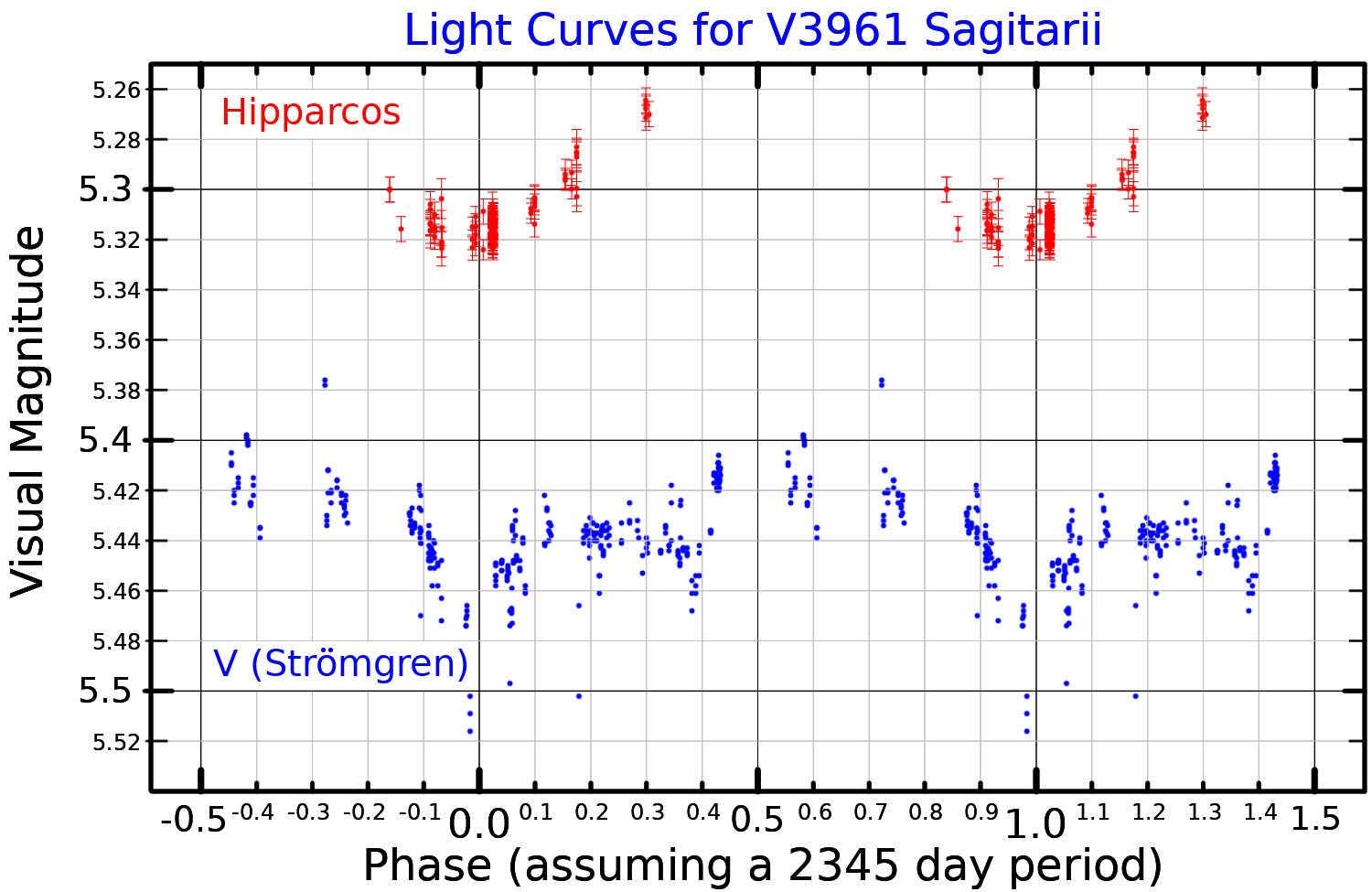
Ljuskurva i synliga bandet för V3961 Sagittarii plottade från Hipparcos-data (röda punkter) (2017), och från Mikulášek et al. (blå punkter).

Variabiliteten hos HD 187474 upptäcktes av Babcock någon gång före 1976, året då den fick variabelbeteckningen V3961 Sagittarii. men resultatet publicerades aldrig av honom..